# ترافيس بوين
ترافيس بوين (بالإنجليزية: Travis Bowen)‏ (4 أغسطس 1989 بفان نويس في الولايات المتحدة - ) هو لاعب كرة قدم أمريكي في مركز الهجوم. لعب مع فينيكس راسينغ ولوس انجلوس غالاكسي 2 وCapital FC ‏ وVentura County Fusion ‏.

## وصلات خارجية
- ترافيس بوين على موقع قاعدة بيانات كرة القدم.إي يو (الإنجليزية)
- ترافيس بوين على موقع Soccerway.com (الإنجليزية)